# 六合乡 (营山县)
六合乡，是中华人民共和国四川省南充市营山县曾经下辖的一个乡。2019年10月，撤销六合乡，将其所属行政区域划归悦中乡管辖。

## 行政区划
六合乡撤销前下辖以下地区：
长寿村、营平村、团堡村、梨坪村、卧虎村和龙潭村。